# Diecezja Alife-Caiazzo
Diecezja Alife-Caiazzo (łac. Dioecesis Aliphana-Caiacensis o Caiatina) – diecezja Kościoła rzymskokatolickiego we Włoszech, w metropolii Neapolu, w regionie kościelnym Kampania.
Została erygowana w V wieku jako diecezja Alife. W 1986 dołączono do niej teren zlikwidowanej wówczas diecezji Caiazzo, tworząc diecezję Alife-Caiazzo.

## Główne świątynie
- Katedra: Katedra Wniebowzięcia NMP w Alife
- Konkatedra: Bazylika konkatedralna Matki Bożej Wniebowziętej i św. Stefana w Caiazzo
- Bazylika mniejsza: Bazylika Matki Bożej Większej w Piedimonte Matese

## Biskupi diecezjalni
- Angelo Campagna (1986–1990)[a]
- Nicola Comparone (1990–1998)
- Pietro Farina (1999–2009)
- Valentino Di Cerbo (2009–2019)
  - Orazio Francesco Piazza (2019–2021)[b]
- Giacomo Cirulli (od 2021)